# HMS Ceylon (30)
Pour les autres navires du même nom, voir HMS Ceylon et BAP Coronel Bolognesi.
Le HMS Ceylon (pennant number 30 / C30) est un croiseur léger de la classe Crown Colony construit pour la Royal Navy.

## Armement
À son admission au service actif, le Ceylon dispose de seize affûts doubles de 20 mm, nombre porté à dix-huit en avril 1944 plus huit canons AA de 20 mm en affûts simples. Peu après la fin de la guerre, six affûts simples et quatre affûts doubles de 20 mm sont débarquées remplacées par quatre affûts simples de 40 mm.

## Historique

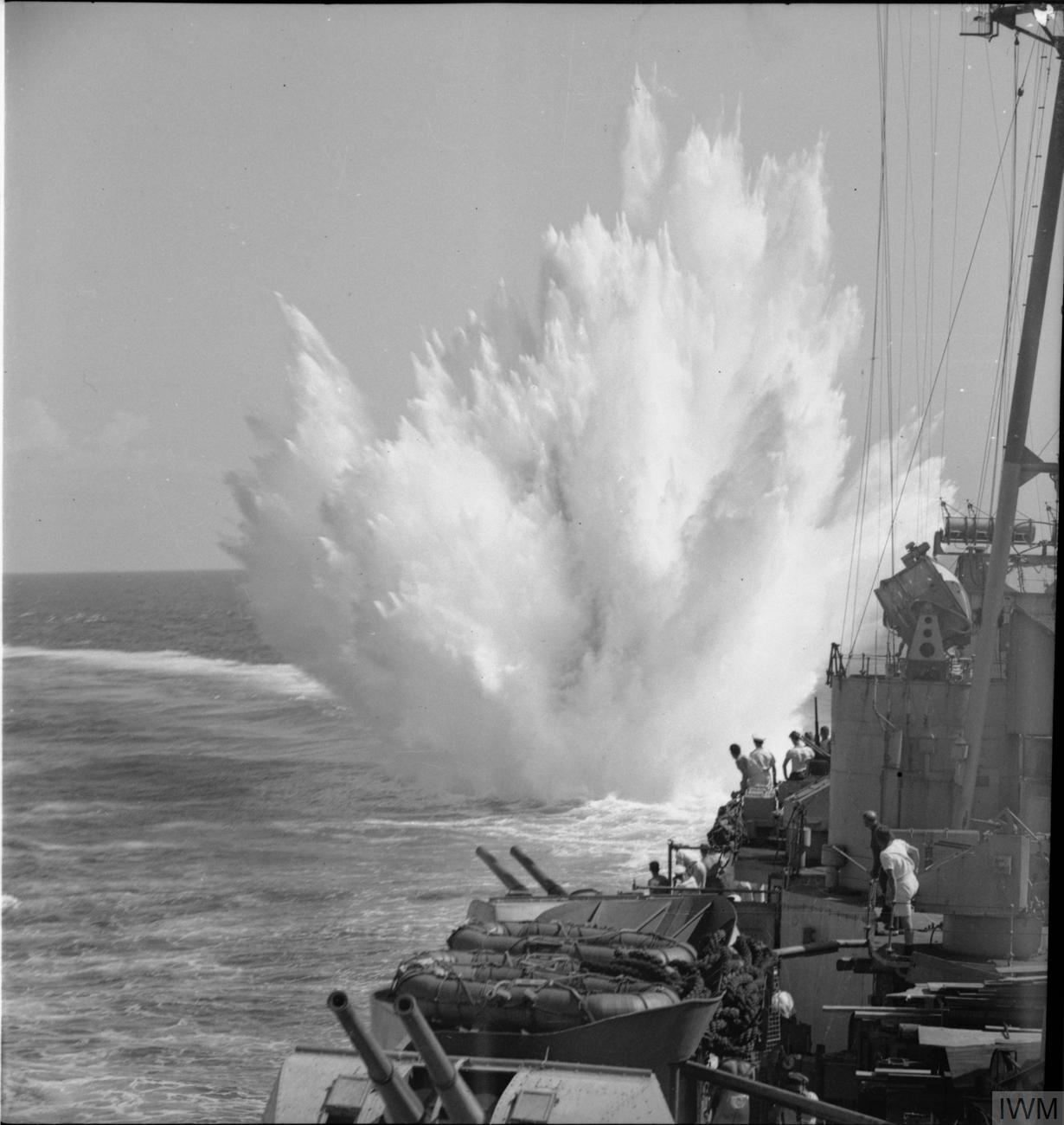
Effet en surface de l'explosion d'une grenade sous-marine lancée par le Ceylon le 5 janvier 1944.

À son admission au service actif, il est affecté dans l'océan Indien, appareillant de Devonport le 30 octobre, faisant escale à Bombay le 27 novembre avant de gagner Trincomalee et d'intégrer la 4e division de croiseurs en décembre 1943. Il participe à la fin du mois de mars à une opération de ratissage en compagnie du cuirassé Queen Elizabeth, du croiseur de bataille Renown, du porte-avions Illustrious, des croiseurs London, Gambia Ceylon et Cumberland au large de Sumatra (opération Diplomat). Quelques jours plus tard, le Saratoga et trois destroyers américains participèrent à ces opérations contre Sumatra. Le Ceylon est de retour à Trincomalee avec le reste des forces alliées le 1er avril 1944. Il enchaînera par l'opération Cockpit du 16 au 21 avril, Transom du 6 au 27 mai, Pedal du 19 au 24 juin, Crimson du 22 au 27 juin, Boomerang le 19 août et Banquet le 24 août 1944, toutes ces opérations menée entre autres par le Ceylon assurent la protection antiaérienne des porte-avions avec parfois des tirs contre des positions basées à terre. Il termine l'année 1944 par un carénage à Durban.
Le 4 janvier 1945, le croiseur léger prend la mer pour participer à l'opération Lentil, un raid aérien contre les raffineries de Pangkalan Brandan (en) menés par les porte-avions Indomitable, Victorious et Indefatigable protégés par les croiseurs Ceylon, Suffolk, Argonaut, Black Prince et des destroyers. Il assure ensuite auxopérations Meridian I et II contre Palembang et Soengi-Gerong en protégeant les pétroliers destinés à ravitailler les navires de combat. Il rentre à Ceylan le 30 janvier 1945.
Pour couvrir le débarquement dans la région de Rangoun (opération Dracula), l'East Indies Fleet fut chargée d'une mission d'interdiction contre les îles Andaman. Cette opération (nom de code « Bishop ») vit l'engagement de la TF 64 (cuirassé Queen Elizabeth, croiseur lourd Suffolk, d'un croiseur léger et trois destroyers) et de la TF 63 composée du cuirassé Richelieu, du croiseur lourd Cumberland, du croiseur léger Ceylon et de deux destroyers, les porte-avions d'escorte Empress et Shah assurant la couverture aérienne des deux Task Force.
Les navires engagés appareillèrent de Trincomalee le 27 avril, arrivant au large de Nicobar le 29 avril à l'aube pour un bombardement particulièrement dévastateur sur l'île, suivit le lendemain par un autre sur Port Blair. Les navires alliés rentrent à Trincomalee le 8 mai 1945.

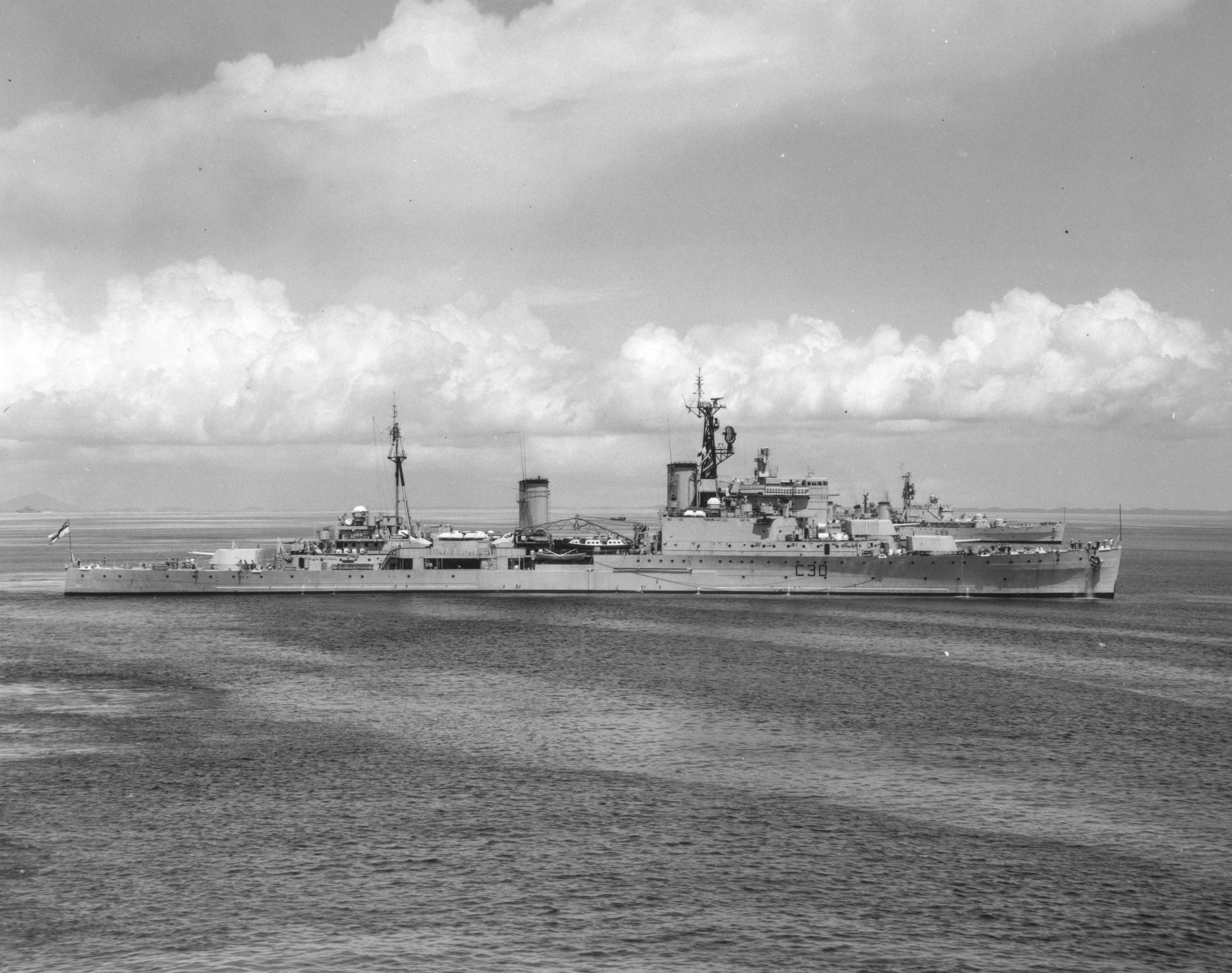
Le Ceylon.

Du 1er au 16 juin, il est déployé dans les eaux birmanes en compagnie du Phoebe et de six frégates de la marine indienne. Il se préparera à l'opération Zipper, une série de débarquements en Malaisie, mais les pressions américaines rendirent impossible le déclenchement de cette opération avant la capitulation japonaise. Il couvrira ensuite la mise à terre des troupes britanniques en Malaisie et le désarmement des troupes japonaises.
Le Ceylon rentre peu après en Grande-Bretagne. Après une remise en état, il reste déployé dans les eaux britanniques jusqu'en 1950, avant de participer à la guerre de Corée. Désarmé en octobre 1954 à Portsmouth pour une refonte, il sert en Méditerranée de 1956 à 1959.
Rentré à Portsmouth le 18 décembre 1959, il est vendu à la marine péruvienne, étant transféré le 9 février 1960 avec comme nouveau nom BAP Coronel Bolognesi (CL-82), servant dans la marine sud-américaine jusqu'en mai 1982 avant d'être remorqué à Taïwan en août 1985 pour y être démantelé.